# Кетрешти (Васлуј)
Кетрешти (рум. Chetrești) насеље је у Румунији у округу Васлуј у општини Балтени. Oпштина се налази на надморској висини од 154 m.

## Становништво
Према подацима из 2002. године у насељу је живело 159 становника, од којих су сви румунске националности.